# 白民國
白民國是《淮南子》所記海外三十六國之一，據《山海經·海外西經》位在龍魚的北方，《大荒西經》則是記載位於大澤長山，其民稱作白民，其人全身白色，披著頭髮。《大荒東經》記載其人為銷姓，黍食。

## 記載
在《山海經·海外西經》、《大荒東經》、《大荒西經》、《博物志·外國》、《玉芝堂談薈》、《逸周書》中有所記載。

## 文化
在《鏡花緣》第二十二回有與白民國相關的情節。
在電玩《軒轅劍伍 一劍凌雲山海情》之中，白民國在山海界中登場。

## 延伸阅读
[在维基数据编辑]
 《欽定古今圖書集成·方輿彙編·邊裔典·白民部》，出自陈梦雷《古今圖書集成》